# Hamayu (ferry)
Le Hamayu (はまゆう, Hamayū) est un ferry rapide exploité par la compagnie japonaise Tokyo Kyushu Ferry. Construit entre 2020 et 2021 aux chantiers Mitsubishi Heavy Industries de Nagasaki, il appartient à la compagnie Shin Nihonkai Ferry qui le frète à Tokyo Kyushu Ferry dans le cadre d'une joint-venture. Mis en service en mars 2021, il dessert dans un premier temps les lignes de Shin Nihonkai en mer du Japon vers l'île d'Hokkaidō avant d'être finalement transféré en juillet 2021 sur les liaisons de Tokyo Kyushu Ferry reliant Tokyo à l'île de Kyūshū.

## Histoire

### Origines et construction
En décembre 2018, le groupe Kanko Kisen annonce son intention d'ouvrir un service régulier reliant Tokyo à l'île de Kyūshū. Au delà du fait de répondre à une certaine demande sur ces liaison sous-exploitées depuis le retrait de la compagnie Marine Express en 2005, le projet de Kanko Kisen résoudrait également en partie le problème du manque de main d'œuvre dans le secteur du transport routier. À cet effet, le groupe créé en avril 2019 la société Tokyo Kyushu Ferry, dans laquelle son autre filiale Shin Nihonkai Ferry détient alors une importante participation. C'est cette dernière qui passera commande au mois d'août d'une paire de navires jumeaux destinée à assurer ce nouveau service.
Construits par l'entreprise Mitsubishi Heavy Industries, les futurs navires arborent une conception hybride inspirée de celle des deux précédentes paires de Shin Nihonkai Ferry. Ils ont en effet des dimensions proches de celles des jumeaux Suzuran et Suisen avec une longueur avoisinant les 225 mètres, mais héritent toutefois d'une apparence plus proche de celle du Lavender et de l‘Azalea avec notamment la même étrave verticale conçue pour réduire la consommation de carburant. En raison d'un trafic passager moins important transitant habituellement entre Tokyo et Kitakyūshū, la capacité d'emport est arrêtée à 268 personnes. Cela se traduit dans la conception par une réduction de la surface consacrée aux locaux au regard des dimensions élevées des navires. Malgré tout, les installations, qui se concentrent essentiellement dans la partie avant, disposent d'un confort et d'une qualité similaire aux navires de Shin Nihonkai. Afin d'absorber efficacement le flux des marchandises, ils disposent d'un spacieux garage pouvant contenir plus de 150 unités de fret mais également une trentaine de véhicules particuliers. Prévus pour être exploités sur une ligne relativement longue, le choix de l'appareil propulsif est naturellement arrêté sur des moteurs semi-rapides capables de conférer aux navires une vitesse de 28 nœuds, ce qui permettrait des rallier Kyūshū en une vingtaine d'heures seulement. À l'inverse cependant de navires tels que le Suzuran et Suisen ou les sister-ships Akashia et Hamanasu, le modèle adopté se veut plus conventionnel avec deux hélices à pas variable. Enfin, dans l'optique d'être en conformité avec les nouvelles réglementations  internationales en matière d'émissions de gaz, la cheminée des navires est directement équipée du dispositif d'épuration de fumée plus connu sous le nom de scrubbers, permettant de réduire entre autres les émissions de soufre.
Réalisé au site de Nagasaki, le premier navire, baptisé Hamayu, est lancé le 7 août 2020. Après plusieurs mois de finitions, il est livré à Shin Nihonkai Ferry le 26 février 2021.

### Service
Alors que le Hamayu devait initialement inaugurer les services de Tokyo Kyushu Ferry aux alerntours du printemps 2021, les plans de la compagnie seront toutefois compromis en raison des incertitudes liées à la pandémie de Covid-19. Dans l'attente d'une éventuelle accalmie, le navire est employé sur les liaisons de Shin Nihonkai Ferry entre Honshū et Hokkaidō afin de pallier les arrêts techniques des navires de la compagnie. Le Hamayu effectue alors son voyage inaugural le 2 mars 2021 et navigue dans un premier temps entre Maizuru et Otaru puis entre Tsuruga et Tomakomai jusqu'au mois de mai.
Désarmé à Nagasaki en attendant la livraison de son sister-ship le Soleil, il est mis en service sur la liaison de Tokyo Kyushu Ferry reliant Yokosuka à Kitakyūshū le 1er juillet.

## Aménagements
Le Hamayu possède 9 ponts. Si le navire s'étend en réalité sur 11 ponts, deux d'entre eux sont inexistants au niveau des garages afin de permettre au navire de transporter du fret. Du point de vue commercial, la numérotation des ponts débute à partir du pont garage inférieur (correspondant au pont 1). Les locaux passagers se situent à l'avant des ponts 4, 5 et 6 tandis que l'équipage occupe le milieu du pont 4. Les ponts 0, 1, 2 et 3 abritent quant à eux les garages.

### Locaux communs
Les installations du Hamayu se situent pour la plupart à l'avant du pont 5. Les passagers ont à leur disposition un restaurant, un barbecue et un cinéma.
Parmi les installations se trouve :
- Le restaurant Urara : restaurant du navire situé au milieu du pont 5 ;
- Le jardin barbecue : situé à bâbord vers l'arrière au pont 5.
- Le salon Shirae : situé à l'avant au pont 5, offre une vue sur la navigation.

En plus de ces principaux aménagements, le navire propose également sur le pont 6 deux bains publics avec vue sur la mer (appelés sentō), l'un pour les hommes à tribord, l'autre pour les femmes à bâbord, sur le pont 4 une boutique, une salle de jeux vidéo ainsi qu'une salle de sport.

### Cabines
À bord du Hamayu, les cabines sont répartis en quatre catégories selon le niveau de confort. Ainsi, le navire est équipé de deux suites d'une capacité de deux personnes, 18 cabines luxe à quatre, deux cabines à deux pouvant accueillir les animaux de compagnie, 62 cabines Tourist individuelles et 96 couchettes Tourist.

## Caractéristiques
Le Hamayu mesure 222,50 mètres de long pour 25 mètres de large, son tonnage est de 15 400 UMS (ce qui n'est pas exact, le tonnage des car-ferries japonais étant défini sur des critères différents). Il peut embarquer 268 passagers et possède un spacieux garage pouvant embarquer 154 remorques et 30 véhicules. Le garage est accessible par l'arrière au moyen d'une porte rampe latérale à tribord au niveau du garage inférieur et d'une rampe axiale. La propulsion du Hamayu est assurée par quatre moteurs diesel Wärtsilä 14V31 développant une puissance de 34 160 kW entrainant deux hélices à pas variables permettant au navire d'atteindre une vitesse de 28,3 nœuds. Il est en outre doté de deux propulseurs d'étrave, deux propulseurs arrière ainsi que d'un stabilisateur anti-roulis. Les dispositifs de sécurité sont essentiellement composés de radeaux de sauvetage mais aussi d'une embarcation semi-rigide de secours. Le Hamayu est aussi équipé de scrubbers, dispositifs d'épuration des fumées rejetées par les cheminées réduisant ainsi les émissions de soufre.

## Lignes desservies
Durant les premiers mois de sa carrière, le Hamayu a navigué sur les lignes de Shin Nihonkai Ferry reliant les îles d'Honshū et d'Hokkaidō par la mer du Japon. Il est employé dans ce cadre sur les lignes Maizuru - Otaru puis Tsuruga - Tomakomai.
Depuis le 1er juillet 2021, le navire est affecté sur les liaisons reliant le Kantō à l'île de Kyūshū et navigue entre le port de Yokosuka, non loin de Tokyo, et celui de Shinmoji à Kitakyūshū à raison de six rotations par semaine.